# HD 73468
HD 73468，又名CP-72 713，SAO 256524、HR 3417，是一颗恒星，视星等为6.12，位于銀經287.03，銀緯-19.14，其B1900.0坐标为赤經8h 33m 23s，赤緯-73° -19.14′ 50″。